# Sabrina Richter
Sabrina Richter; z domu Neukamp (ur. 10 maja 1982 w Hagen), niemiecka piłkarka ręczna, reprezentantka kraju, prawoskrzydłowa. Obecnie występuje w Bundeslidze, w drużynie HSG Blomberg-Lippe.

## Sukcesy
- puchar Challenge  (2005)

## Nagrody indywidualne
- Najlepsza strzelczyni sezonu 2009/10 w Bundeslidze